# Wright (Wyoming)
Wright  város az USA Wyoming államában, Campbell megyében. Lakosainak száma 1644 fő (2020. április 1.).

## Népesség
A település népességének változása:

| 2010 | 1 807 |
| 2020 | 1 644 |